# Giovanni Rosini
Giovanni Rosini (Lucignano, 24 giugno 1776 – Pisa, 16 maggio 1855) è stato un poeta, romanziere e drammaturgo italiano.

## Biografia
Nel 1804 divenne professore d'eloquenza all'Università di Pisa.
Autore prolifico in particolare di poesie e di saggi sulla lingua toscana, è soprattutto conosciuto per i suoi romanzi storici: La Monaca di Monza pubblicato nel 1829 fu un successo commerciale, cui seguirono Luisa Strozzi (1833) e il Conte Ugolino della Gherardesca (1843). Nel 1830 con lo pseudonimo di Marco Pacini pubblicò Vita e avventure di Marco Pacini e l'opuscolo Risposta di Marco Pacini alle Osservazioni del Sig. Direttore dell'Antologia, su due Articoli del Giornale Pisano.
Scrisse anche alcuni drammi (Torquato Tasso, 1832).
La sua Storia della pittura italiana (1835-1837) diede luogo a molte discussioni.
Collezionista di opere d'arte, Rosini fu anche appassionato di editoria e stampò innumerevoli volumi di classici italiani, dapprima con il socio Peverata di Pisa, poi sempre a Pisa fondando la Tipografia della Società Letteraria e infine con i soci Molini e Landi di Firenze, ricercando il lusso tipografico tramite il continuativo impiego dei caratteri dei fratelli Amoretti di Parma.
Morì nel 1855 a Pisa.

## Omaggi
- Il comune di Pisa gli ha intitolato una via.
- Il comune di Roma gli ha intitolato una via.

## Opere
Poesia
- Fedra, 1797
- Prose e versi, Milano, 1826
- Rime e Prose, Pisa, 1830-32
- Nuove rime, Pisa, 1842
- Miscellanea di versi e prose, Pisa, 1843

Romanzi
- La monaca di Monza, 1829
- Luisa Strozzi. Storia del secolo XVI, 4 voll., 1833
- Il conte Ugolino della Gherardesca, 1843

Teatro
- Torquato Tasso, 1832

Altro
- Storia della pittura italiana, 7 voll., 1835-37